# 本庄実明
本庄 実明（ほんじょう さねあき、生没年不詳）は、戦国時代の武蔵国本庄（現在の埼玉県本庄市北堀出身）の武将。東本庄館4代館主。通称（官途名）は越前守。
児玉郡の北堀地内に東本庄館を築いた武将本庄信明の曾孫。父は本庄将明。
本庄氏の系図と見られる姓未詳の系図に、「実明 越前守」と記述されている（『四方田系図略図』にも同様に記されている）。この系図の記述によると、5人兄弟であり、妹が2人となっている。子息は、左衛門一郎長忠、宮内少輔実忠、女子、藤九郎雪茂とある。『四方田系図略図』の方では、雪茂の名が行重で、通称が藤太郎とあり、雪茂は実明の弟である泰業（三河守）の子とあり、伝承に差異が見られる。この他、安養院の建立伝承に登場する信明の兄弟の名が、本庄藤太郎行重である事から、四方田系図の方は行重と雪茂を混同したものか。
子息の1人である実忠は本庄城を築く事となる。実忠の生年が1497年と推定されている事から、実明自身は15世紀末（戦国時代初期、1470年代か）の生まれと考えられる（順調に生きていれば、没年は16世紀中頃と考えられる）。
なお、官途名として越前守とあるが、本庄長英（成田氏家臣）も越前守とされる。この事から児玉党系本庄氏で越前守を称していた者が複数いたと考えられる。

## 参考資料
- 『児玉町史 中世資料編』に載る系図
- 『本庄歴史缶』
- 『本庄人物事典』